# Jardin botanique national des Seychelles
Le Jardin botanique national des Seychelles, également appelé le Jardin botanique Victoria ou le Jardin botanique du Mont Fleuri, est le principal jardin botanique des Seychelles. Il date de 1901, et se situe dans l'île de Mahé.

## Histoire
Le jardin botanique est fondé en 1901 par un agronome mauricien, Paul Evenor Rivalz Dupont, qui est le directeur des services agricoles et naturaliste des Seychelles, dans le but de créer un domaine agricole.
Ce jardin botanique est depuis mars 2024 le siège de deux départements du ministère de l'Agriculture, du Changement climatique et de l'Environnement des Seychelles : le département du Changement climatique et de l'Énergie, et le département de l'Environnement, qui a aussi la charge de la supervision de la gestion du lieu.

## Recherche
Le principal objectif du jardin est d'être un lieu central de la préservation et l'étude de la biodiversité. Il comprend notamment un arboretum ainsi que des installations modernes permettant la micropropagation et la culture de tissus. Ayant 500 taxons acquis et 150 taxons cultivés, le jardin abrite en plus des collections particulières, notamment un centre de biodiversité et des plantes d'importance historique ressemblées et conservées par son fondateur. On y observe plus de 60 % des plantes à fleurs endémiques des Seychelles, venant des îles granitiques. 20 % supplémentaires sont en cours d'essais d'implantation dans la maison de propagation. Une surveillance active et une gestion des espèces envahissantes sont menées pour sauvegarder et préserver la flore indigène. Le jardin botanique met en œuvre des programmes complets de conservation, avec un accent particulier sur le programme de conservation des plantes médicinales, de conservation ex situ, et des programmes de réintroduction d'espèces menacées, contribuant de manière significative à la protection et à la restauration de la biodiversité unique des Seychelles.

## Galerie
|                                                         |
| Tortue géante des Seychelles, dans le Jardin botanique. |

|                                          |
| L'entrée principale du jardin botanique. |

|                                              |
| Quelques Lodoicea maldivica y sont visibles. |

|                                               |
| Le jardin Guangzhou dans le jardin botanique. |

|                       |
| Pandanus sechellarum. |

|                    |
| Etlingera elatior. |

|                        |
| Alocasia macrorrhizos. |